# Emekon
Emekon (“snježni mak”; lat. Eomecon), rod trajnica iz porodice makovki. Jedina vrsta je E. chionantha, to je višegodišnji ili rizomatski geofit i prvenstveno raste u umjerenom biomu istočne i jugoistočne Kine (Anhui, Fujian, Guangdong, Guangxi, Guizhou, Hubei, Hunan, Jiangxi, Sichuan, Yunnan, Zhejiang).

## Ime
Ime roda dolazi od grčkih riječi eos što znači zora ili istok i mekon što znači mak. Specifični epitet dolazi od grčkih riječi chion što znači snijeg i anthos što znači cvijet u odnosu na boju cvijeta kako je opisano primarnim uobičajenim nazivom snježni mak.

## Opis
Eomecom chionantha, obično zvan snježni mak, rizomatozna je trajnica iz porodice makova koja je porijeklom iz vlažnih šumovitih područja i obala rijeka u istočnoj Kini. Srodan je sjevernoameričkom krvavom korijenu (Sanguinaria), a ponekad se obično naziva azijski krvavi korijen ili kineski krvavi korijen djelomično zato što iz njegovih rizoma curi narančasto-crveni sok kada se ozlijedi ili posječe. Biljke imaju samo bazalne listove koji se uzdižu iz raširenih rizoma na dugim peteljkama i tvore privlačne uspravne nakupine. Bazalni listovi su mesnati, jajoliki do zaobljeni, oštrih rubova, srcasti i dlanasto-žilasti. Bijeli cvjetovi s 4 latice, obrnuto jajolike, (1-2,5 × 0,7-1,8 cm.) poput maka cvjetaju u kasno proljeće u grozdovima s nekoliko cvjetova na vrhovima uspravnih razgranatih stabljika koje se malo uzdižu iznad nakupine lišća do visine od 18". Svaki cvijet ima upadljivu masu zlatnožutih središnjih prašnika.